# Face Off (terza edizione)
La terza edizione di Face Off è stata trasmessa negli Stati Uniti d'America dal 21 agosto al 31 ottobre 2012 sul canale Syfy, mentre in Italia è andata in onda nel 2013 sul canale Sky Uno.
Dodici artisti esperti di trucco prostetico competono per vincere un premio che comprende un posto come professore invitato alle Make Up for Ever Academies di New York e Parigi, una Toyota Prius+ e 100000 $. La vincitrice di questa edizione è Nicole Chilelli.

## Concorrenti
I 12 concorrenti che hanno preso parte al programma sono:
| Nome                    | Età1 | Città                        | Posizionamento |
| ----------------------- | ---- | ---------------------------- | -------------- |
| Nicole Chilelli         | 28   | Stayton – Oregon             | Vincitrice     |
| Laura Tyler             | 27   | Orlando – Florida            | 2/3º posto     |
| Derek Garcia            | 31   | Miami – Florida              | 2/3º posto     |
| Roy Wooley              | 46   | Tucker – Georgia             | 4º posto       |
| Sarah Elizabeth Miller  | 29   | Goshen – Indiana             | 5º posto       |
| Alana Rose Schiro       | 20   | Staten Island – New York     | 6º posto       |
| Rod Maxwell             | 46   | West Hollywood – California  | 7º posto       |
| Thomas "Tommy" Pietch   | 27   | Columbus – Ohio              | 8º posto       |
| Jason Milani            | 25   | Hopewell Junction – New York | 9º posto       |
| Eric Gargia             | 31   | Miami – Florida              | 10º posto      |
| Carpucine "C.C." Childs | 30   | Atlanta – Georgia            | 11º posto      |
| Joe Castro              | 41   | Helotes – Texas              | 12º posto      |

1L'età dei concorrenti si riferisce all'anno della messa in onda del programma.

## Tabella dello svolgimento del programma
Il concorrente ha vinto Face Off
     Il concorrente è arrivato in finale ma non ha vinto
     Il concorrente ha vinto la sfida della ribalta
     Il concorrente è tra i migliori nella sfida della ribalta
     Il concorrente è tra i peggiori nella sfida della ribalta
     Il concorrente è stato eliminato
     Il concorrente è stato squalificato
     Il concorrente è stato ripescato
‡ Il concorrente ha vinto la sfida preliminare
| Concorrente | Episodi      | Episodi    | Episodi   | Episodi   | Episodi    | Episodi   | Episodi    | Episodi    | Episodi    | Episodi    | Episodi    | Episodi |
| Concorrente | 1            | 2          | 3         | 4         | 5          | 6         | 7          | 8          | 9          | 10         | 11/12      |         |
| ----------- | ------------ | ---------- | --------- | --------- | ---------- | --------- | ---------- | ---------- | ---------- | ---------- | ---------- | ------- |
| Nicole      | Salva        | Salva      | Salva     | Eliminata |            |           | Salva ‡    | Vincitrice | Vincitrice | Salva      | Vincitrice |         |
| Laura       | Migliore     | Migliore   | Salva     | Migliore  | Migliore   | Salva     | Vincitrice | Migliore   | Salva      | Vincitrice | Finalista  |         |
| Derek       | Peggiore     | Salvo      | Vincitore | Migliore  | Peggiore   | Vincitore | Peggiore   | Peggiore   | Migliore   | Salvo      | Finalista  |         |
| Roy         | Migliore     | Migliore   | Salvo     | Vincitore | Migliore   | Salvo ‡   | Migliore   | Migliore   | Salvo      | Eliminato  |            |         |
| Sarah       | Migliore     | Vincitrice | Peggiore  | Salva     | Peggiore   | Peggiore  | Salva      | Peggiore   | Eliminata  |            |            |         |
| Alana       | Salva        | Salva      | Salva     | Salva     | Vincitrice | Salva     | Peggiore   | Eliminata  |            |            |            |         |
| Rod         | Vincitore    | Salvo      | Salvo     | Peggiore  | Peggiore   | Migliore  | Eliminato  |            |            |            |            |         |
| Tommy       | Peggiore     | Salvo      | Migliore  | Peggiore  | Migliore   | Eliminato |            |            |            |            |            |         |
| Jason       | Salvo        | Peggiore   | Salvo     | Salvo ‡   | Eliminato  |           |            |            |            |            |            |         |
| Eric        | Salvo ‡      | Peggiore   | Eliminato |           |            |           |            |            |            |            |            |         |
| CC          | Peggiore     | Eliminata  |           |           |            |           |            |            |            |            |            |         |
| Joe         | Squalificato |            |           |           |            |           |            |            |            |            |            |         |

## Episodi

### Episodio 1 -A Force to Be Reckoned With
- La sfida preliminare: utilizzando almeno un oggetto della festa in piscina sul tetto, i concorrenti devono ideare un trucco per il viso che mostri la loro personalità e originalità. I migliori sono Derek ed Eric; il vincitore è Eric, che ottiene l'immunità nella sfida della ribalta[2].
  - Giudice ospite: Sean Astin.
- La sfida della ribalta: divisi in squadre di due, i concorrenti devono creare un alieno che si adatti alla scena della taverna di Mos Eisley nel film Guerre stellari[2].
  - Giudice ospite: Matthew Wood.

| Squadra        | Alieno                |
| -------------- | --------------------- |
| Jason & Eric   | Mercenario/assassino  |
| Joe & Tommy    | Buttafuori            |
| Laura & Sarah  | Cacciatrice di taglie |
| Rod & Roy      | Esoscheletro robotico |
| Nicole & Alana | Cameriera             |
| CC & Derek     | Sassofonista jazz     |

- Verdetto: Jason, Eric, Nicole e Alana sono salvi. I migliori sono Rod, Roy, Laura e Sarah; la squadra vincitrice è quella di Rod e Roy, e il vincitore è Rod, il cui personaggio viene inserito sul sito web di Guerre stellari nella sua forma originale e stilizzato per farlo apparire nella serie animata The Clone Wars. I peggiori sono CC, Derek, Joe e Tommy; dopo aver avuto varie discussioni con Tommy e dopo essere stato criticato negativamente nella fase del giudizio, Joe lascia il set prima che i risultati della sfida della ribalta siano annunciati, e di conseguenza viene squalificato dalla competizione[2].

### Episodio 2 -Pirate Treasure
- La sfida della ribalta: dopo aver scelto una chiave da una cassa lasciata nel loro alloggio, i concorrenti si recano a San Diego, sulla nave d'alto bordo HMS Surprise. All'interno di altrettanti scrigni del tesoro, ciascun concorrente trova un'ispirazione che deve usare nella creazione di un pirata «diventato un tutt'uno con il mare»[4].

| Concorrente | Ispirazione       |
| ----------- | ----------------- |
| Rod         | Cavallucci marini |
| Eric        | Cannocchiale      |
| Roy         | Pugnali           |
| Tommy       | Kelp              |
| Nicole      | Nave in bottiglia |
| CC          | Cirripedi         |
| Derek       | Rete da pesca     |
| Sarah       | Ricci di mare     |
| Jason       | Gioielli          |
| Alana       | Granchi           |
| Laura       | Conchiglie        |

- Verdetto: Rod, Tommy, Nicole, Derek e Alana sono salvi. I migliori sono Laura, Sarah e Roy; la vincitrice è Sarah, che ottiene 5000 $. I peggiori sono Eric, CC e Jason; i giudici eliminano CC dalla competizione[4].

### Episodio 3 -Year of the Dragon
- La sfida della ribalta: dopo aver visitato il tempio cinese di Thien Hau, divisi in squadre di due, i concorrenti devono creare un trucco ispirato al segno del drago del capodanno cinese che sia in grado di resistere ai movimenti della danza acrobatica; inoltre devono incorporare i propri segni zodiacali cinesi nel trucco del drago[6].

| Squadra | Squadra  | Segno zodiacale cinese |
| ------- | -------- | ---------------------- |
|         | Alana    | Capra                  |
| Laura   | Topo     |                        |
|         | Rod      | Serpente               |
| Nicole  | Topo     |                        |
|         | Derek    | Scimmia                |
| Tommy   | Bufalo   |                        |
|         | Eric     | Scimmia                |
| Sarah   | Maiale   |                        |
|         | Jason    | Coniglio               |
| Roy     | Serpente |                        |

- Verdetto: Alana, Laura, Rod, Nicole, Jason e Roy sono salvi. I migliori sono Derek e Tommy; il vincitore è Derek. I peggiori sono Eric e Sarah; i giudici eliminano Eric dalla competizione[6].

### Episodio 4 -Alice in Zombieland
- La sfida preliminare: i concorrenti devono realizzare un trucco traumatico per far sembrare che il modello abbia resistito a un duro incontro di boxe di 10 round. I migliori sono Nicole e Jason; il vincitore è Jason, che ottiene l'immunità nella sfida della ribalta[8].
  - Giudice ospite: Laila Ali.
- La sfida della ribalta: dopo aver visitato i giardini Descanso, i concorrenti devono reinventare un personaggio di Le avventure di Alice nel Paese delle Meraviglie come se fosse infettato dal virus zombificante di Resident Evil[8].
  - Giudice ospite: Paul W. S. Anderson.

| Concorrente | Personaggio        |
| ----------- | ------------------ |
| Sarah       | Gatto del Cheshire |
| Jason       | Cappellaio Matto   |
| Nicole      | Alice              |
| Derek       | Gatto del Cheshire |
| Tommy       | Coniglio Bianco    |
| Laura       | Cappellaio Matto   |
| Roy         | Regina di Cuori    |
| Rod         | Regina di Cuori    |
| Alana       | Coniglio Bianco    |

- Verdetto: Sarah, Jason e Alana sono salvi. I migliori sono Roy, Laura e Derek; il vincitore è Roy. I peggiori sono Tommy, Nicole e Rod; i giudici eliminano Nicole dalla competizione[8].

### Episodio 5 -Supermobile
- La sfida della ribalta: dopo aver visitato le Grotte di Bronson e aver incontrato il vincitore della seconda edizione, Rayce Bird, divisi in squadre di due i concorrenti devono creare un supereroe e il suo assistente con uno stile legato a un determinato veicolo[10].
  - Giudice ospite: Kevin Smith.

| Squadra       | Automobile                |
| ------------- | ------------------------- |
| Tommy & Laura | Humber Pig                |
| Jason & Rod   | Tatra T87                 |
| Sarah & Derek | Motociclo AJS con sidecar |
| Alana & Roy   | Dodge Charger             |
| Non scelto    | Lamborghini Gallardo      |
| Non scelto    | Space Mole                |

- Verdetto: i migliori sono Tommy, Laura, Alana e Roy; la squadra vincitrice è quella di Alana e Roy, e la vincitrice è Alana. I peggiori sono Jason, Rod, Sarah e Derek; i giudici eliminano Jason dalla competizione[10].

### Episodio 6 -Dishonorable Proportions
- La sfida preliminare: i concorrenti devono realizzare un trucco all'avanguardia che si integri con l'abito indossato dal modella. I migliori sono Roy e Derek; il vincitore è Roy, che ottiene l'immunità nella sfida della ribalta[12].
  - Giudice ospite: Lijha Stewart.
- La sfida della ribalta: dopo aver visitato la discoteca a tema steampunk The Edison, dove sono presenti alcuni personaggi del videogioco Dishonored, i concorrenti devono crearne una versione originale e conferirgli proporzioni esagerate[12].

| Concorrente | Personaggio   |
| ----------- | ------------- |
| Alana       | Piangente     |
| Laura       | Piangente     |
| Rod         | Aristocratico |
| Derek       | Bandito       |
| Roy         | Soldato       |
| Tommy       | Bandito       |
| Sarah       | Aristocratica |

- Verdetto: Alana, Laura e Roy sono salvi. I migliori sono Derek e Rod; il vincitore è Derek. I peggiori sono Tommy e Sarah; i giudici eliminano Tommy dalla competizione[12].

### Episodio 7 -Monster Twist
- La sfida preliminare: A Olvera Street, i concorrenti eliminati (escluso Joe) devono creare un trucco per il viso del Giorno dei Morti. I migliori sono Nicole ed Eric; la vincitrice è Nicole, che quindi torna a competere nello show[14].
  - Giudice ospite: Patrick Tatopoulos.
- La sfida della ribalta: lavorando con i bambini dell'organizzazione no-profit City Hearts, Kids Say Yes to the Arts, i concorrenti devono creare un mostro usando i loro disegni e suggerimenti come ispirazione[14].

| Concorrente | Mostro                   |
| ----------- | ------------------------ |
| Sarah       | Ladro di dolci           |
| Alana       | Ciclope con molte narici |
| Nicole      | Demone delle caverne     |
| Derek       | Alieno mangia-umani      |
| Laura       | Cucciolo drago-vampiro   |
| Roy         | Mostro del solletico     |
| Rod         | Alieno tentacolare       |

- Verdetto: Sarah e Nicole sono salve. I migliori sono Roy e Laura; la vincitrice è Laura, in onore della quale all'organizzazione City Hearts vengono donati materiali artistici. I peggiori sono Rod, Alana e Derek; i giudici eliminano Rod dalla competizione[14].

### Episodio 8 -Who's the New Who?
- La sfida della ribalta: i concorrenti devono creare un personaggio che catturi l'essenza di quelli presenti nel libro per bambini di Dr. Seuss Dr. Seuss's Sleep Book[16].
  - Giudice ospite: Brian Grazer.

| Concorrente | Personaggio           |
| ----------- | --------------------- |
| Nicole      | Bumble Tub            |
| Roy         | Foona Lagoona Baboona |
| Derek       | Snorter McPhail       |
| Laura       | Chippendale Mupp      |
| Alana       | Offt                  |
| Sarah       | Hinkle Horn Honker    |

- Verdetto: i migliori sono Roy, Laura e Nicole; la vincitrice è Nicole. I peggiori sono Sarah, Derek e Alana; i giudici eliminano Alana dalla competizione[16].

### Episodio 9 -Junkyard Cyborg
- La sfida della ribalta: dopo aver avuto mezz'ora per procurarsi dei rottami da una discarica, i concorrenti devono incorporare i pezzi che hanno recuperato in un trucco cyborg originale[18].
  - Giudice ospite: Gale Anne Hurd.

| Concorrente | Cyborg                                   |
| ----------- | ---------------------------------------- |
| Sarah       | Esperimento militare                     |
| Roy         | Zombie                                   |
| Derek       | Soldato del futuro con lesioni           |
| Nicole      | Principessa da un altro pianeta          |
| Laura       | Soldato post-apocalittico dell'Intercity |

- Verdetto: Roy e Laura sono salvi. I migliori sono Nicole e Derek; la vincitrice è Nicole. I giudici eliminano Sarah dalla competizione[18].

### Episodio 10 -Scene of the Crime
- La sfida della ribalta: scegliendo una finta scena del crimine nei boschi, i concorrenti devono ideare una creatura mitologica Wesen basata sullo show televisivo Grimm che avrebbe potuto commettere il delitto[20].
  - Mentori ospiti: Silas Weir Mitchell e Barney Burman.
  - Giudice ospite: Richard Hatem.

| Concorrente | Cyborg                                                        |
| ----------- | ------------------------------------------------------------- |
| Laura       | Botanico attaccato da un Wesen-insettoide                     |
| Roy         | Camper attaccato da un Königschlange (Wesen-cobra)            |
| Nicole      | Madre e figlio attaccati durante un picnic da un lupo mannaro |
| Derek       | Ciclista attaccato da una creatura simile a un rapace         |

- Verdetto: Nicole e Derek sono salvi. La vincitrice è Laura. I giudici eliminano Roy dalla competizione[20].

### Episodio 11 -Immortal Enemies
- La sfida della ribalta: i concorrenti, assistiti ognuno da due colleghi già eliminati, devono celebrare Halloween creare due personaggi originali: un demone determinato a spargere il caos sul mondo, e una strega buona che gli dà la caccia e lo bandisce all'inferno; i personaggi devono essere associati a uno dei quattro elementi, per farli esibire in uno spettacolo di acrobazie coreografate[22].
  - Mentore ospite: Michael Westmore.
  - Giudice ospite: Patrick Tatopoulos.

| Concorrente | Assistenti   | Elemento |
| ----------- | ------------ | -------- |
| Laura       | Rod & Tommy  | Terra    |
| Nicole      | Roy & Sarah  | Acqua    |
| Derek       | Eric & Jason | Fuoco    |

### Episodio 12 -Live Finale
L'ultima puntata si svolge in diretta, con il pubblico. I concorrenti si riuniscono per discutere dell'edizione appena conclusa (con un'anteprima della prossima) prima dell'annuncio del vincitore eletto dai telespettatori. La giudice Ve Neill appare con un messaggio preregistrato, poiché impegnata a lavorare ad Hunger Games: La ragazza di fuoco, augurando ai tre finalisti buona fortuna. Infine, Nicole viene nominata vincitrice della terza edizione di Face Off.